# ROPO
« Research Online, Purchase OffLine » (couramment abrégé ROPO) (en français : « Recherche en ligne, achat hors ligne ») est un terme désignant les actes d'achat qui s'initient sur internet et se finalisent dans un magasin physique. Il se rapporte à ce que d'autres dénomment le comportement « click and mortar » du consommateur (click fait référence à l'aspect numérique et mortar, ou « mortier », à l'aspect physique de l'opération). Le "mortar and click" est le comportement opposé, celui-ci s'articule sur une recherche en magasin et se suit par un achat en ligne). 
Plusieurs raisons peuvent expliquer cette démarche :
- le client souhaite voir / toucher l'objet ;
- le client souhaite ne pas attendre le délai de livraison ;
- le client souhaite ne pas payer les frais de livraison ;
- le client ne souhaite pas faire part au commerçant de données personnelles le concernant.

La quantification de ce phénomène est variable selon la catégorie de produits concernés.
L'étude du ROPO permet d'avancer rapidement dans la compréhension du consommateur et de ses motivations. 